# Isophya kalishevskii
Isophya kalishevskii är en insektsart som beskrevs av Adelung 1907. Isophya kalishevskii ingår i släktet Isophya och familjen vårtbitare. Inga underarter finns listade i Catalogue of Life.